# Карбельїно
Карбельїно (ісп. Carbellino) — муніципалітет в Іспанії, у складі автономної спільноти Кастилія-і-Леон, у провінції Самора. Населення — 215 осіб (2010).
Муніципалітет розташований на відстані близько 220 км на північний захід від Мадрида, 45 км на південний захід від Самори.

## Демографія
Динаміка населення (INE ):